# Anja Bröker

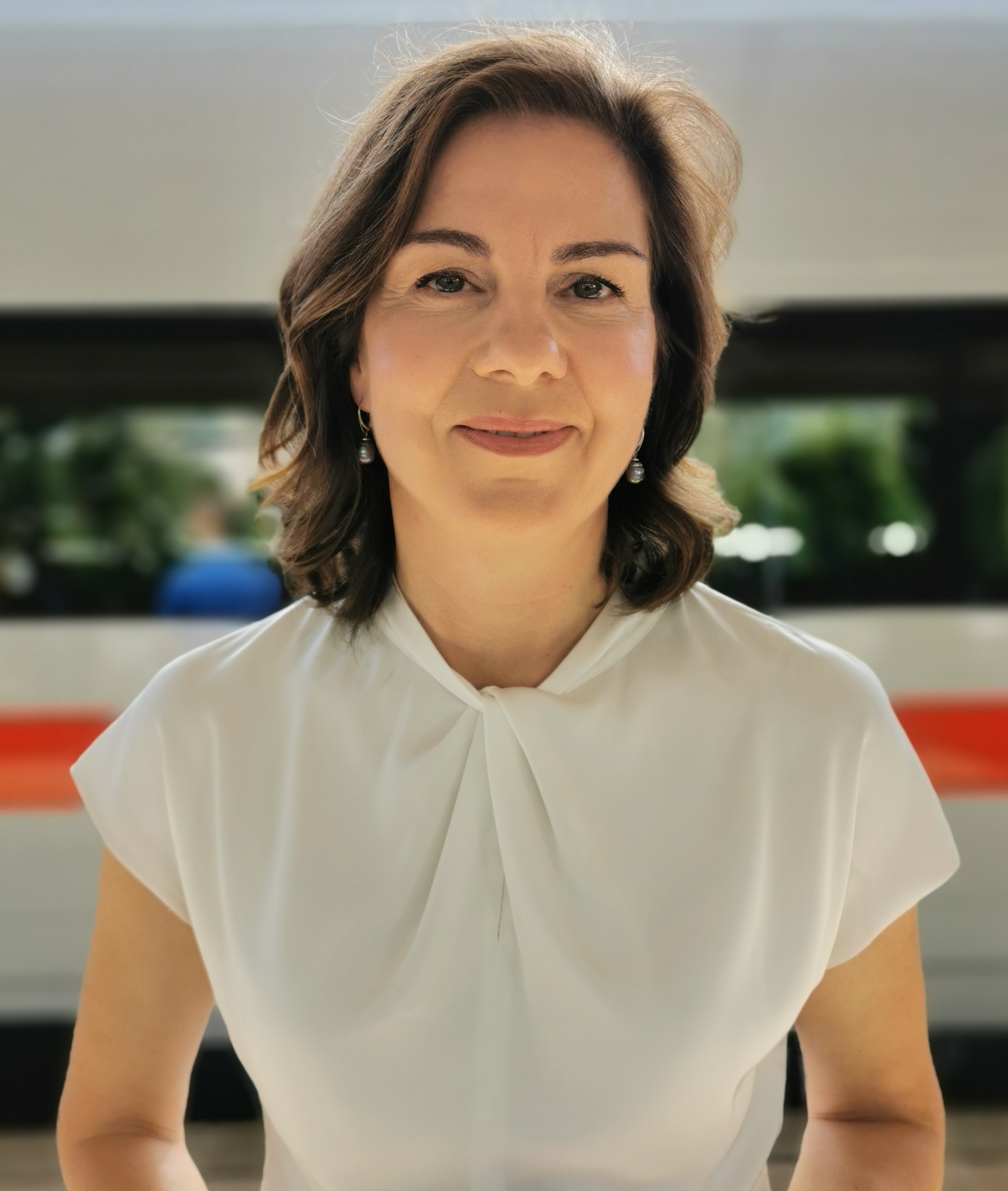
Anja Bröker (2022)

Anja Bröker (* 20. März 1973 in Bernau bei Berlin) ist eine deutsche Journalistin und ehemalige Moderatorin bei der ARD. Aktuell ist sie Pressesprecherin der DB.

## Leben
Bröker studierte Journalistik und Politikwissenschaft in Dortmund (1991 bis 1997) und Außenpolitik in Washington, D.C. (1995/96). Ihre berufliche Laufbahn begann mit einem Volontariat beim Westdeutschen Rundfunk (WDR).
Ab 1996 schloss sich eine Tätigkeit als Redakteurin und Reporterin für die Tagesschau der ARD an. Bekannt wurde Bröker vor allem durch ihre Arbeit als Auslandskorrespondentin der ARD in Moskau von 2000 bis 2005 (vergleiche Russlandberichterstattung in Deutschland). In dieser Zeit entstanden außerdem zahlreiche Dokumentarfilme und Reiseberichte aus Russland, den angrenzenden Ländern, etwa der Mongolei und der Gegend um das Kaspische Meer.
Vom 10. Januar 2006 bis zum 23. Februar 2007 moderierte Bröker abwechselnd mit Gabi Bauer die ARD-Nachrichtensendung Nachtmagazin. Sie beendete die Arbeit im Nachtmagazin, um nach China zu gehen. Dort war sie für das ARD-Studio Peking und das Schweizer Fernsehen als Autorin tätig.
Ab Juli 2009 arbeitete Bröker als Korrespondentin der ARD in New York. Sie berichtete unter anderem von der Karibikinsel Haiti, als sich dort 2010 ein schweres Erdbeben ereignete. Wieder zurück in Deutschland arbeitete Anja Bröker ab 2013 als Redakteurin beim ARD-Morgenmagazin und verantwortete die Online- und Social-Media-Auftritte der Sendung. Von 2016 bis 2019 präsentierte sie vertretungsweise das ARD-Morgenmagazin und arbeitete auch für den Rechercheverbund NDR, WDR und Süddeutsche Zeitung.
Seit Januar 2020 leitet Anja Bröker bei der Deutschen Bahn die Abteilung Pressestelle, Newsroom und Social Media.
Bröker ist Mitglied bei Reporter ohne Grenzen e.V. und der Atlantikbrücke e.V. Sie lebt mit ihrem Mann und den zwei gemeinsamen Söhnen in Köln.